# Halecium dyssymetrum
Halecium dyssymetrum is een hydroïdpoliep uit de familie Haleciidae. De poliep komt uit het geslacht Halecium. Halecium dyssymetrum werd in 1929 voor het eerst wetenschappelijk beschreven door Billard. 